# Rolls-Royce Phantom IV
Phantom IV — одна из редких моделей Rolls-Royce, выпускавшихся исключительно по заказу членов королевской семьи и глав государств; всего в период между 1950 и 1956 годами выпущено 18 машин, из них 16 сохранились.
При создании автомобиля производитель отказался от ранее принятого решения о прекращении производства серии «больших» Rolls-Royce Phantom после окончания Второй Мировой Войны. За основу было взято шасси от Silver Wraith, которое было значительно усилено и удлинено под колесную базу 145 дюймов и общую длину 229 дюймов.
Только Rolls-Royce, оснащённый восьмицилиндровым двигателем, может преодолевать большие расстояния на очень низкой скорости, что очень важно для церемониальных автомобилей. Все экземпляры этой уникальной модели имели кузова независимых производителей и их капоты были увенчаны коленопреклонённой статуэткой Духа Экстаза.

## История
В 1949 году компания Rolls-Royce получила заказ от герцога Эдинбургского на лимузин Rolls-Royce Phantom IV. Его Королевское Высочество принял это решение, увидев экспериментальный Bentley с восьмицилиндровым двигателем; молодой герцог был настолько впечатлен увиденным, что заказал компании Rolls-Royce изготовить ему такой же.
Заказ был принят, и компания, осознавая, что Daimler пользовался королевским покровительством начиная с 1900 года, приняла все меры, чтобы сделать наилучший автомобиль какой только было возможно. Руководство компании рассчитывало заменить большой Phantom III, но очень опасалось, что слабая послевоенная экономическая ситуация не будет благоприятной для такого большого и дорогого автомобиля.
Под кодовым названием «Nabha», Королевский Rolls-Royce был собран вручную на удлинённом шасси Silver Wraith. После завершения в июле 1950 года его поставка сопровождалась публичным заявлением о, якобы, нарушении монополии Daimler с указанием, что Phantom IV был «разработан по специальному заказу Их королевских Высочеств, принцессы Елизаветы и герцога Эдинбургского». Так как автомобиль находился в частной собственности на момент поставки молодой паре, а не официальной государственной машиной, он был окрашен в зелёный цвет; после вступления принцессы Елизаветы на британский престол в 1952 году, он стал государственным и был перекрашен в бордовый и черный цвета. Он остается в королевском гараже по сей день и иногда используется для перевозки королевских помощников и друзей к скачкам Royal Ascot. Последний раз автомобиль использовался на свадьбе принца Уильяма Уэльского и Кейт Миддлтон для перевозки принца Чарльза и Камиллы, герцогини Корнуэльской из Кларенс-Хаус в Вестминстерское аббатство.
Это был первый из двух Phantom IV, заказанных принцессой Елизаветой; в 1954 году аналогичная модель с кузовом кабриолет поступила в Королевский гараж.
Rolls-Royce предпочитался британской королевской семьёй до поставки двух индивидуальных автомобилей Bentley State Limousine, пожертвованных фирмой Bentley в 2002 году. Однако, Phantom IV иногда используется для особых случаев королевской семьи, например, принцем Уэльским и герцогиней Корнуэльской на свадьбе принца Уильяма Уэльского и Кейт Миддлтон 29 апреля 2011 года.
Среди других владельцев — сестра королевы, её Королевское Высочество принцесса Маргарет, графиня Сноудонская; глава испанского государства, генерал Франко, три Phantom IV (два лимузина и кабриолет) которого до сих пор применяются в официальных церемониях Его Величеством Королём Испании Хуаном Карлосом I.